# Bahnhof Hiroo (Hokkaidō)
Der Bahnhof Hiroo (jap. 広尾駅, Hiroo-eki) ist ein ehemaliger Bahnhof auf der japanischen Insel Hokkaidō. Er befand sich in der Unterpräfektur Tokachi auf dem Gebiet der Gemeinde Hiroo und war von 1932 bis 1987 in Betrieb.

## Beschreibung
Hiroo war die südliche Endstation der 84,0 km langen Hiroo-Linie, die in Obihiro von der Nemuro-Hauptlinie abzweigte. Der Bahnhof lag nordwestlich des Stadtzentrums und war von Nordosten nach Südwesten ausgerichtet. Er verfügte über ein Gleis für den Personenverkehr, das Empfangsgebäude stand an der Südseite der Anlage. Hinzu kamen drei weitere Gleise für den Güterverkehr. Die vier Gleise vereinigten sich zu einem Abstellgleis, das rund 150 Meter südwestlich des Empfangsgebäudes stumpf endete. Von diesem zweigte ein Ausziehgleis zu einer Güterverladeplattform ab. Ein weiteres Gleis führte im nordöstlichen Teil der Anlage zu einem kleinen Depot mit Drehscheibe.

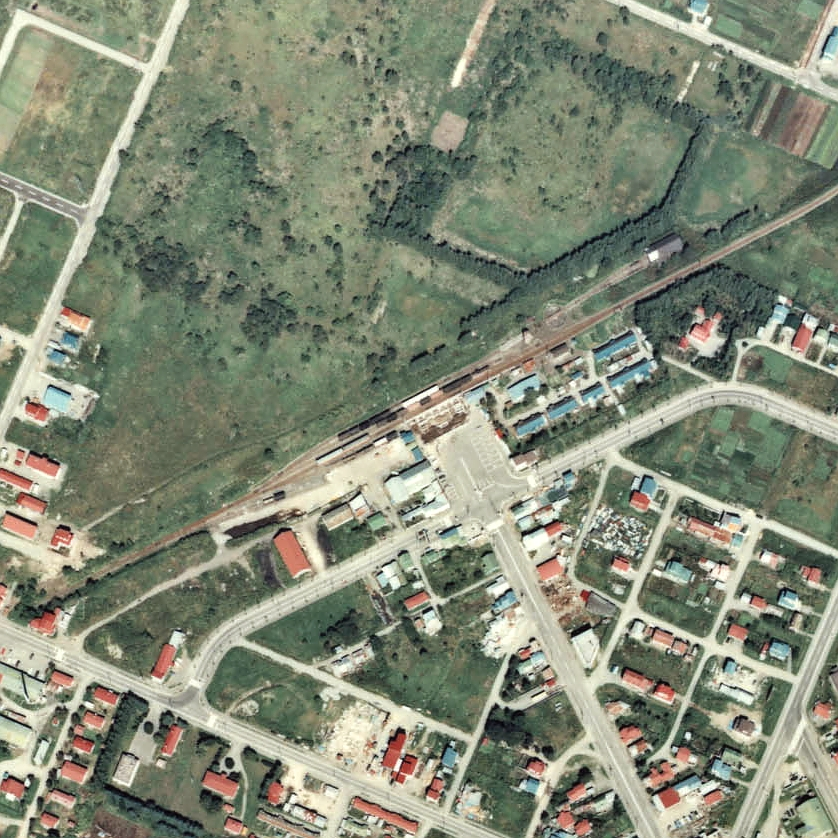
Luftansicht (1977)

Nach der Schließung des Bahnhofs eröffnete die Stadtverwaltung von Hiroo im ehemaligen Empfangsgebäude eine kleine Ausstellung zur lokalen Eisenbahngeschichte. Darüber hinaus wird es als Busterminal der Gesellschaften Tokachi Bus und JR Hokkaido Bus genutzt. Die Gleisanlagen wurden einerseits durch einen Parkplatz ersetzt, andererseits als öffentlicher zugänglicher Park. Dort erinnert ein Treibradsatz einer Dampflokomotive der JNR-Klasse C11 als Denkmal an die frühere Bahnlinie.

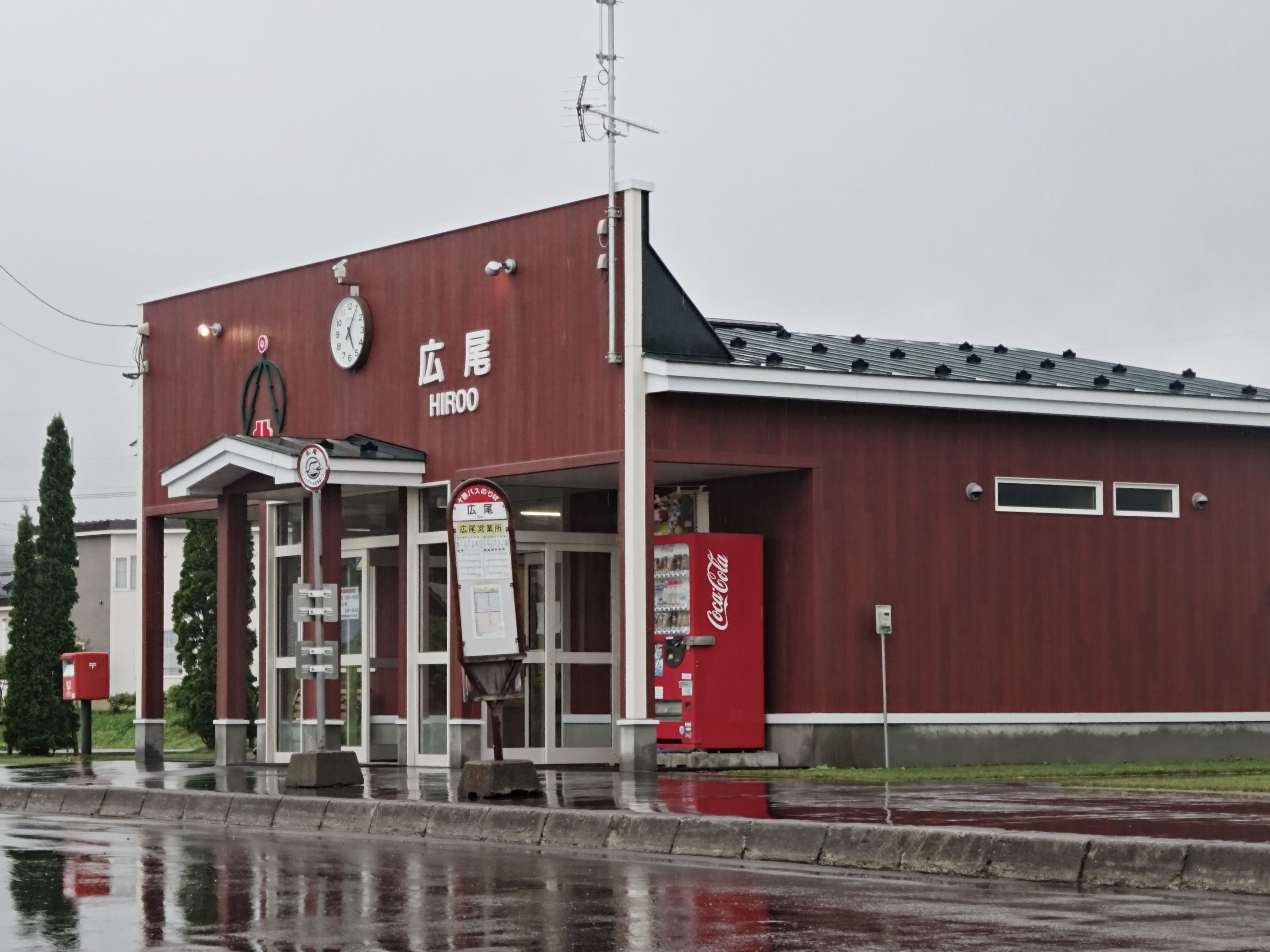
Aktueller Status des Bahnhofs Hiroo (Juni 2021)

## Geschichte
Das Eisenbahnministerium eröffnete den Bahnhof am 5. November 1932, zusammen mit dem südlichsten Abschnitt der Hiroo-Linie ab Taiki. Im Anhang des zehn Jahre zuvor revidierten Eisenbahnbaugesetzes war ein Projekt enthalten, dass eine Verlängerung der Hiroo-Linie nach Südwesten vorsah. Sie hätte am Kap Erimo vorbei nach Samani führen sollen, wo sie auf die Hidaka-Hauptlinie treffen würde. Aufgrund mangelnder Nachfrage kam es jedoch nie dazu.
Von 1969 bis 1975 führte die Japanische Staatsbahn vorübergehend Eilzüge von Hiroo über Obihiro nach Nukabira an der Shihoro-Linie. 1977 ersetzte sie das Empfangsgebäude durch einen Neubau. Aus Kostengründen stellte die Staatsbahn am 10. September 1982 den Güterverkehr ein, am 1. Februar 1984 auch die Gepäckaufgabe. Schließlich legte sie die gesamte Hiroo-Linie am 2. Februar 1987 still.